# Baiern (Landkreis Ebersberg)

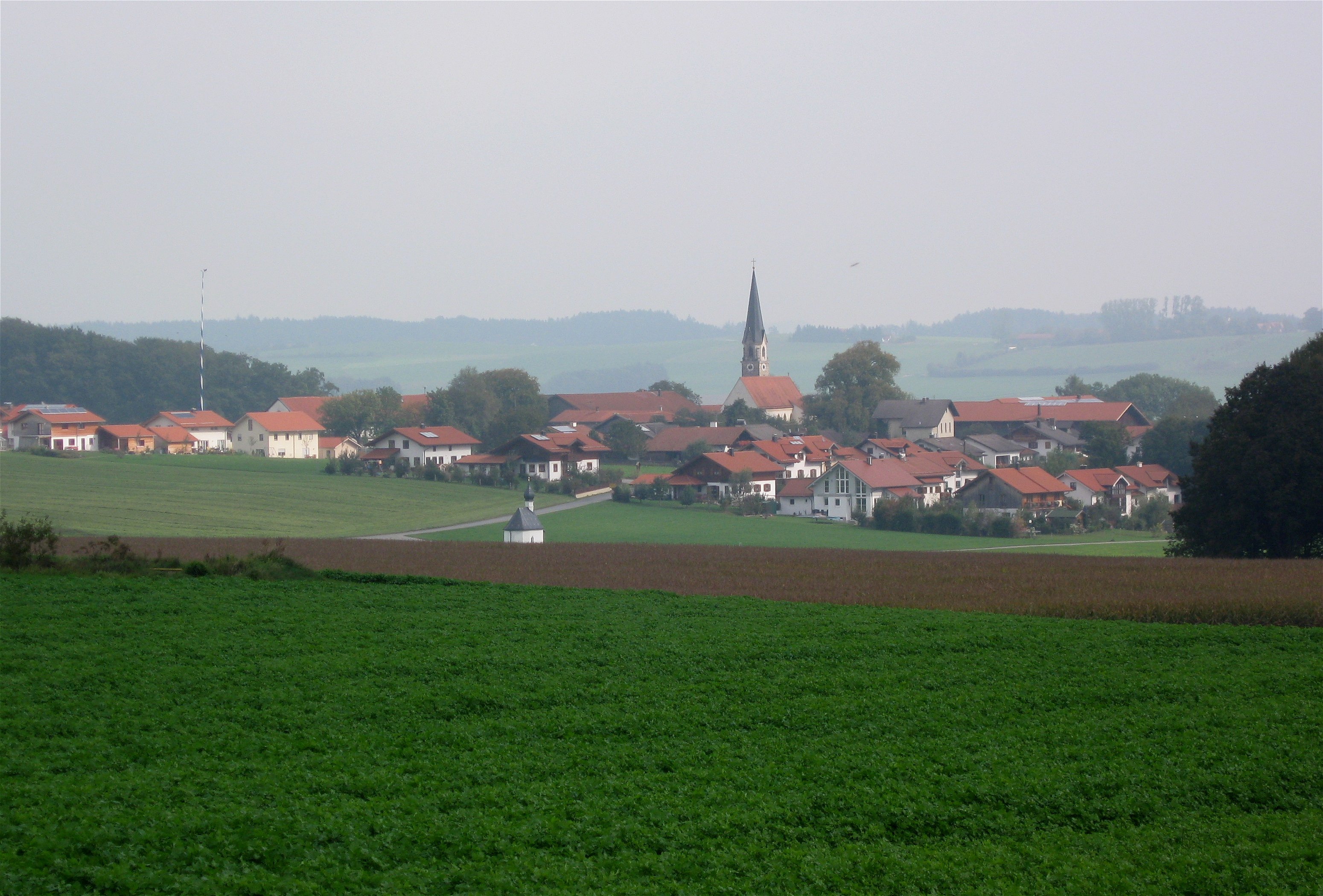
Berganger

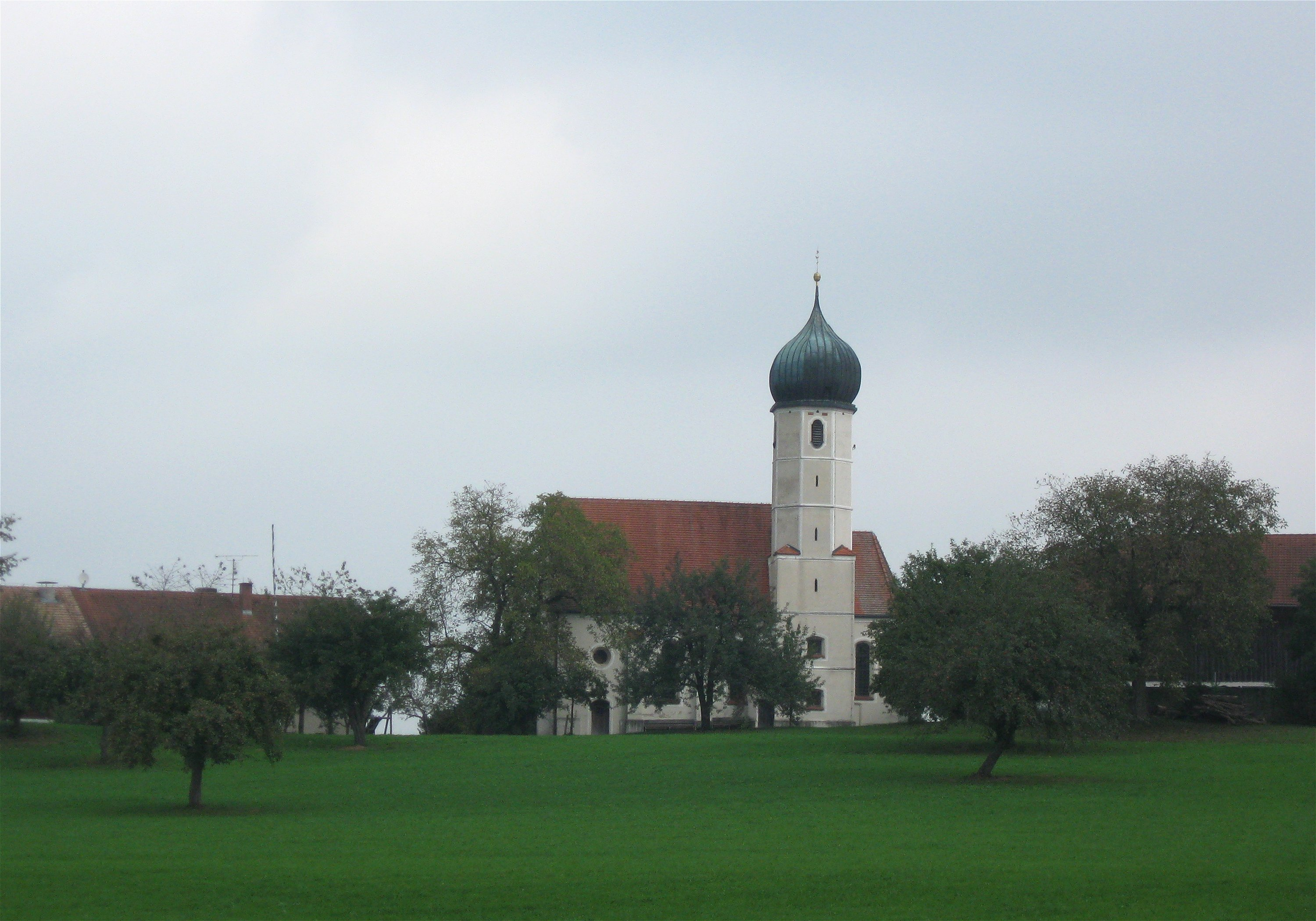
Weiterskirchen

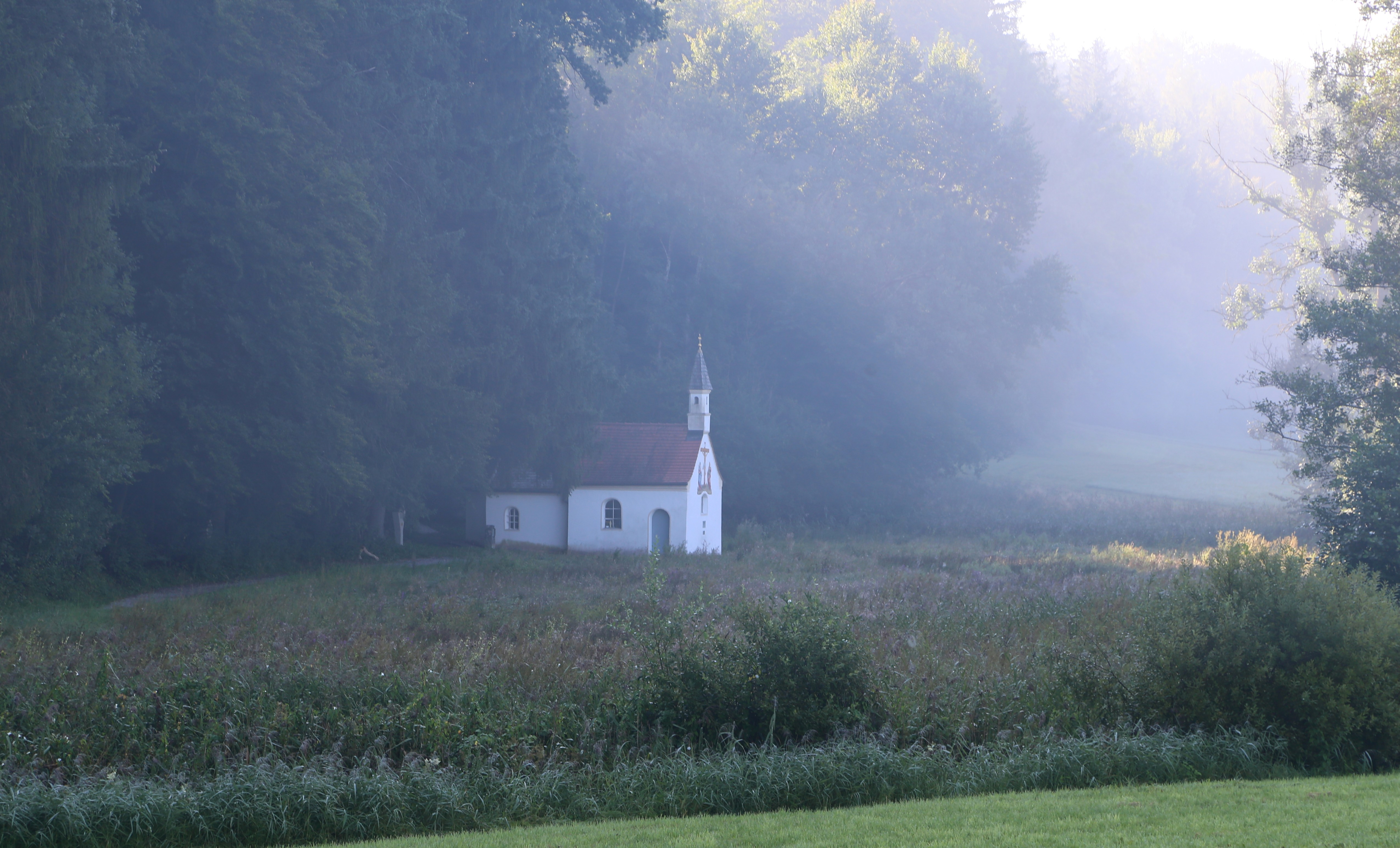
Wallfahrtskapelle Frauenbründl

Baiern ist eine Gemeinde im oberbayerischen Landkreis Ebersberg. Die größten Orte der Gemeinde sind Antholing, Berganger, Netterndorf sowie Piusheim. Die Gemeindeverwaltung liegt in Kulbing. Baiern ist Mitglied der Verwaltungsgemeinschaft Glonn.

## Name
Der Gemeindename entspricht zwar der ursprünglichen Schreibweise Bayerns beziehungsweise dem gleichnamigen Volksstamm der Baiern oder Bajuwaren, er ist aber eine Ableitung des althochdeutschen Wortes „Bur“ in der Bedeutung „Haus“. Vom Weiler Jakobsbaiern wurde der Gemeindename abgeleitet. Jakobsbaiern trug den Namen des Kirchenpatrons des Ortes, um ihn von den vielen anderen Orten mit dem Namen „Baiern“ oder „Beuern“ zu unterscheiden. Weitere Beispiele für diese Maßnahme sind Ottobeuren oder Benediktbeuern.
Eine Siedlung, die „Baiern“ heißt, gibt es in der Gemeinde nicht.

## Geographie

### Geographische Lage
Baiern liegt in der Region München und bildet die südlichste Gemeinde im Landkreis Ebersberg. Der Ort Berganger befindet sich vier Kilometer östlich von Glonn, 12 Kilometer südlich von Grafing, 18 Kilometer nördlich von Bad Aibling und 16 Kilometer von der Kreisstadt Ebersberg entfernt.
Die nächstgelegene Bahnstation an der Bahnstrecke München–Rosenheim befindet sich im zehn Kilometer entfernten Aßling; zur A 8 (Anschlussstellen Hofoldinger Forst und Weyarn) sind es 20 Kilometer.

### Gemeindegliederung
Es gibt 32 Gemeindeteile (in Klammern ist der Siedlungstyp angegeben):
- Antholing (Pfarrdorf)
- Berganger (Kirchdorf)
- Einhaus (Einöde)
- Engerling (Einöde)
- Feuerreit (Einöde)
- Frauenbründl (Wallfahrtskirche)
- Gailling (Dorf)
- Großesterndorf (Weiler)
- Großrohrsdorf (Dorf)
- Haus (Einöde)
- Hochreit (Einöde)
- Hub (Einöde)
- Jakobsbaiern (Weiler)
- Kleinesterndorf (Weiler)
- Kleinrohrsdorf (Weiler)
- Köhlbründl (Einöde)
- Kreithann (Weiler)
- Kulbing (Weiler)
- Lindach (Einöde)
- Moos (Einöde)
- Netterndorf (Dorf)
- Öd (Weiler)
- Pfleg (Einöde)
- Piusheim (Anstalt)
- Schnurr (Einöde)
- Stroblberg (Einöde)
- Waslmühle (Einöde)
- Weidach (Weiler)
- Weiher (Weiler)
- Weiterskirchen (Weiler)
- Westerndorf (Einöde)
- Witting (Einöde)

Es existiert nur die Gemarkung Baiern.

### Natur
Das folgende Schutzgebiet berührt das Gemeindegebiet:
- Landschaftsschutzgebiet LSG Steinsee, Moosach, Doblbach, Brucker Moos und Umgebung (LSG-00406.01)

## Geschichte

### Bis zur Gemeindegründung
846 erscheint in den Traditionen des Hochstifts Freising erstmals der Ort Puurron. Da es so viele gleichnamige Orte gab, wurde 926/37 daraus der Name Hangentinpurun (Baiern am Hang). 1294 wird erstmals von einer Kirche berichtet, die zur späteren Bezeichnung Jakobsbaiern führte. Die Gemeindeteile von Baiern gehörten zum Rentamt München und zum Landgericht Schwaben des Kurfürstentums Bayern. Jakobsbaiern war Sitz einer Hauptmannschaft. Das Kloster Weihenstephan war bis zur Säkularisation 1803 wichtiger Grundherr im heutigen Gemeindegebiet. 

### Ab 1818
1818 entstand mit dem Gemeindeedikt die heutige Gemeinde. Der Maler Edgar Ende verbrachte seine letzten Lebensjahre in einem ehemaligen Schulhaus in Netterndorf. Dort starb er am 27. Dezember 1965 und wurde auf dem Friedhof von Antholing begraben. Die Gemeinden Baiern, Bruck, Egmating, Glonn,  Moosach und Oberpframmern schlossen sich 1978 im Zuge der Gebietsreform in Bayern zur Verwaltungsgemeinschaft Glonn zusammen.
Am 1. Januar 1982 wechselte der Gemeindeteil Waslmühle von der Gemeinde Feldkirchen-Westerham zur Gemeinde Baiern.

### Einwohnerentwicklung
Zwischen 1988 und 2018 wuchs die Gemeinde von 1089 auf 1457 um 368 Einwohner bzw. um 33,8 %.
| Stand     | 1970 | 1987 | 1991 | 1995 | 2000 | 2005 | 2010 | 2015 | 2020 |
| --------- | ---- | ---- | ---- | ---- | ---- | ---- | ---- | ---- | ---- |
| Einwohner | 0986 | 1048 | 1177 | 1240 | 1423 | 1482 | 1513 | 1431 | 1508 |

## Politik

### Gemeinderat
Seit 1955 gibt es in der Gemeinde Baiern einen CSU-Ortsverband. Dieser ist der einzige Ortsverein einer Partei in der Gemeinde. Im Gemeinderat ist die CSU als Partei aber nicht vertreten. Alle zwölf Mitglieder des Gemeinderates wurden von der Bürgerliste „Wählergemeinschaft Einigkeit Baiern“ bestellt, der auch CSU-Mitglieder angehören. Bisher trat keine andere Liste zu einer Gemeinderatswahl in Baiern an. Bei der Gemeinderatswahl am 15. März 2020 hat die „Wählergemeinschaft Einigkeit in Baiern“ ein Ergebnis von 99,81 Prozent der Stimmen erzielt. Die Wahlbeteiligung lag bei 63,4 Prozent.

### Bürgermeister
Erster Bürgermeister ist seit dem 13. Mai 2018 Martin Riedl. Er ist Teil der Bürgerliste „Wählergemeinschaft Einigkeit Baiern“ und Parteimitglied in der CSU. Riedl wurde als einziger aufgestellter Kandidat mit 91 Prozent der Stimmen ins Amt gewählt. Die Wahlbeteiligung lag bei 39,3 Prozent.
Erste Bürgermeister waren ab 1966:
- Leo Pößl, CSU (von 1966 bis 1998)[12]
- Josef Zistl, CSU (von 1998 bis 2018)[13]
- Martin Riedl, CSU (seit 2018)[14]

### Wahlbeteiligung und Ergebnisse überregionaler Wahlen
Die Gemeinde gehört zum Bundestagswahlkreis Erding – Ebersberg.

#### Bundestagswahl 2021
Die Wahlbeteiligung der Gemeinde Baiern lag bei der Bundestagswahl 2021 bei 85,75 Prozent. Die Partei CSU erzielte erneut den größten Erst- und Zweitstimmenanteil, jedoch mit einem deutlichen Verlust im Vergleich zur Bundestagswahl 2017. Der Direktkandidat Andreas Lenz und die Christlich-Soziale Union verloren ca. zehn Prozent der Stimmen. Einen deutlichen Zuwachs an Stimmen verzeichneten die Freien Wähler (Partei) und die Basisdemokratische Partei.
| Direktkandidat       | Partei       | Erststimmen in % | Zweitstimmen in % |
| -------------------- | ------------ | ---------------- | ----------------- |
| Andreas Lenz         | CSU          | 47,97            | 34,41             |
| Magdalena Wagner     | SPD          | 6,69             | 7,49              |
| Christoph Lochmüller | GRÜNE        | 10,14            | 9,82              |
| Marc Salih           | FDP          | 7,51             | 11,94             |
| Peter Junker         | AfD          | 7,3              | 8,3               |
| Tobias Boegelein     | LINKE        | 2,23             | 2,02              |
| Charlotte Schmid     | ÖDP          | 2,54             | 2,02              |
| Simone Binder        | BP           | 1,42             | 1,21              |
| Birgit Obermaier     | FREIE WÄHLER | 9,33             | 14,17             |
| Alexandra Motschmann | DieBasis     | 4,87             | 5,06              |
| Sonstige Parteien    | -            | -                | 3,53              |

#### Bundestagswahl 2017
Die Wahlbeteiligung der Gemeinde Baiern lag bei der Bundestagswahl 2017 bei 83,27 Prozent mit dem größten Erst- und Zweitstimmenanteil für die Partei CSU.
| Direktkandidat       | Partei            | Erststimmen in % | Zweitstimmen in % |
| -------------------- | ----------------- | ---------------- | ----------------- |
| Andreas Lenz         | CSU               | 57,28            | 45,35             |
| Ewald Schurer        | SPD               | 6,13             | 6,24              |
| Anna-Maria Lanzinger | GRÜNE             | 9,2              | 10,08             |
| Peter Pernsteiner    | FDP               | 5,81             | 11,94             |
| Brigitte Fischbacher | AfD               | 7,23             | 8,54              |
| Lukas Schmid         | LINKE             | 5,91             | 5,37              |
| Christina Treffler   | ÖDP               | 4,6              | 3,94              |
| Andreas Zimmer       | BP                | 3,83             | 2,96              |
| -                    | FREIE WÄHLER      | -                | 2,96              |
| -                    | Sonstige Parteien | -                | 2,64              |

### Wappen
|  | Blasonierung: „Über von Blau und Silber gespaltenem Dreiberg, gespalten von Silber und Blau, vorne übereinander zwei rote Rosen, hinten ein goldener Birkenzweig mit zwei Blättern.“ |
|  | |

## Baudenkmäler
- Expositurkirche St. Jakobus in Antholing
- Filialkirche Mariä Geburt in Berganger
- Wallfahrtskapelle Frauenbründl
- Piusheim
- Filialkirche St. Maria in Weiterskirchen

## Wirtschaft und Infrastruktur

### Wirtschaft einschließlich Land- und Forstwirtschaft
Im Jahr 2022 gab es im Bereich der Land- und Forstwirtschaft 20, im produzierenden Gewerbe 128 und im Bereich Handel und Verkehr keine sozialversicherungspflichtig Beschäftigten am Arbeitsort. In sonstigen Wirtschaftsbereichen lag dieser Wert bei 162 Personen. Sozialversicherungspflichtig Beschäftigte am Wohnort gab es 706. Im verarbeitenden Gewerbe gab es einen, im Bauhauptgewerbe acht Betriebe. Zudem bestanden im Jahr 2020 46 landwirtschaftliche Betriebe mit einer landwirtschaftlich genutzten Fläche von 1515 ha. Davon waren 699 ha Ackerfläche und 816 ha Dauergrünfläche.

### Bildung
Im Jahr 2022 existierten folgende Einrichtungen:
- ein Kindergarten: 62 Betreuungsplätze mit 54 Kindern

- Freie Schule Glonntal in Piusheim: 29 Lehrkräfte, 440 Schülerinnen und Schüler

## Persönlichkeiten
- Edgar Ende (* 23. Februar 1901 in Altona; † 27. Dezember 1965 in Netterndorf), deutscher surrealistischer Maler und Vater des Schriftstellers Michael Ende wohnte in den letzten Jahren seines Lebens im ehemaligen Schulhaus in Netterndorf; begraben auf dem Friedhof in Antholing.
- Leo Pößl[18] (* 18. Dezember 1933; † 4. September 2019), Erster Bürgermeister von Baiern von 1966 bis 1998; stellvertretender Gemeinschaftsvorsitzender der Verwaltungsgemeinschaft Glonn von 1978 bis 1996; Ehrenbürger von Baiern.